# Levi Strauss (azienda)
La Levi Strauss & Co. è una delle maggiori aziende al mondo di abbigliamento con negozi in più di 110 paesi.
Soprannominata "la madre dei Jeans", fu fondata nel 1853 da Levi Strauss, un immigrato tedesco di origine ebraica. Egli giunse in California durante la corsa all'oro e aprì a San Francisco una filiale della società di tessuti, gestita da lui stesso e dai fratelli, con sede a New York. È quotata alla Borsa di New York dal 1971 al 1984 e di nuovo dal 2019.

## Storia

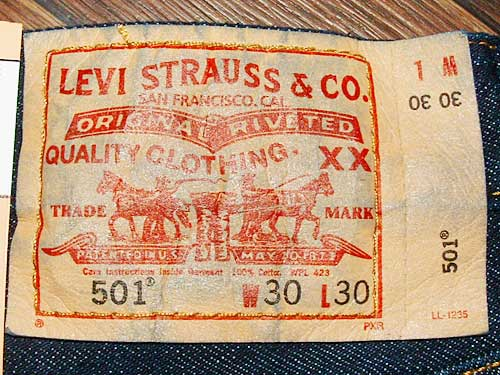
La classica etichetta del jeans Levi's 501.

### Le origini (1871-1890)
Nel 1871, a Reno in Nevada, Jacob Davis, un sarto originario della Lettonia, ebbe l'idea di utilizzare dei rivetti in rame per rinforzare i punti di tensione sui pantaloni, come ad esempio negli angoli della tasca, e trovò il modo per esercitare la pressione necessaria a fissarli. Non disponendo dei 68 dollari necessari per brevettare l'idea, si mise in società con Levi Strauss, che nel 1853 aveva fondato insieme con il cognato David Stern l'ingrosso Levi Strauss & Co., dal quale acquistava frequentemente tessuti in fibra di canapa. L'attività di Strauss si concentrava dal 1849 sulla vendita ambulante di abiti da lavoro a manovali e cercatori d'oro, sfruttando la richiesta di particolari tessuti utili al lavoro nelle miniere, ai carri dei pionieri (i conestoga) e alle vele delle imbarcazioni. E fu proprio in base alle esigenze dei lavoratori che disegnò e realizzò la salopette, tutt'oggi ritenuto l'abbigliamento più comodo e pratico per i lavori manuali. Strauss vantava un buon andamento degli affari e decise così di finanziare il brevetto e applicare subito il metodo nelle fabbriche. Il 20 maggio 1873 fu brevettato con il n. 139.121 il moderno jeans in denim ed ebbe inizio la lunga storia della Levi Strauss & Co.
La caratteristica impuntura a doppio arco «double arcuate» sulle tasche posteriori è stata creata nel 1873, ma venne registrata (nessuno ci aveva pensato prima) solo nel 1942. Nel 1886 compare per la prima volta il "patch", l'etichetta con due cavalli (two horse brand), in cuoio o spesso in una sua imitazione, posta sul retro dei pantaloni, che riporta le indicazioni della taglia e del modello, oltre a un marchio (che inventò Sigmund, il nipote preferito di Levi, figlio della sorella Funny, il quale era un appassionato di marketing) ricavato da un vecchio disegno pubblicitario raffigurante un elementare test di qualità, che raffigura due cavalli che cercano di strappare, tirandoli in direzioni opposte, un paio di jeans, con ciò interpretando bene il concetto di resistenza. Successivamente, avendo bisogno di distinguersi dalla concorrenza e di avere una immagine precisa, nacque un nuovo elemento di distinzione: la red tab, l'etichetta rossa di minuscole dimensioni (1,5 per 0,5 centimetri) cucita a bandiera sul bordo della tasca posteriore destra, con scritto "Levi's", tutto in maiuscolo e in verticale, che fu coperta da copyright nel 1936.
Dal 1890 in poi, tutti gli articoli prodotti dalla Levi Strauss e Co. vengono numerati in sequenza. I pantaloni da lavoro rivettati ricevono la numerazione 501 che ancora oggi identifica il modello classico dei jeans Levi's. La forza del prodotto sta nella fedeltà alla sua forma originale, la linea 501 non segue i dettami della moda. Sono prodotti ancora oggi nella forma tradizionale per suggerire a chi li indossa indipendenza, libertà e lo stile di vita americano.
Nel 1890 fu messo in vendita il primo modello di jeans Levi's 501.

### Crescita della popolarità (1910-1960)

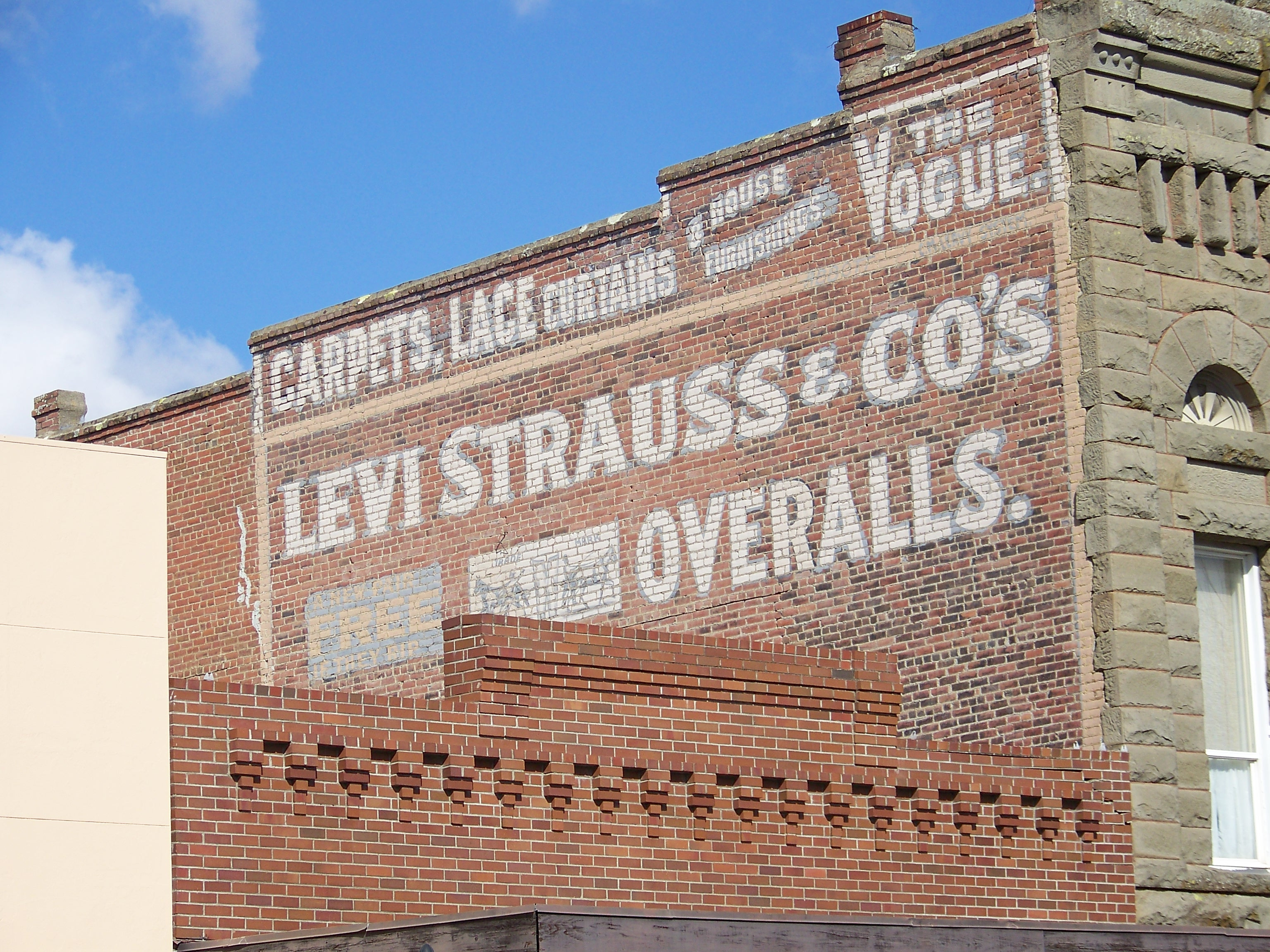
Pubblicità Levi Strauss sul muro di un edificio a Woodland, in California

I jeans moderni iniziarono ad apparire negli anni '20, ma le vendite erano in gran parte limitate ai lavoratori degli Stati Uniti occidentali, come cowboy, boscaioli e ferrovieri. I jeans di Levi's apparentemente furono introdotti per la prima volta nella zona orientale durante la mania dei ranch degli anni '30, quando gli americani in vacanza tornarono a casa con storie (e di solito esempi) dei pantaloni resistenti con rivetti. Un altro impulso arrivò nella seconda guerra mondiale quando i blue jeans furono dichiarati un bene essenziale e furono venduti solo a persone impegnate nel lavoro di difesa.
Tra gli anni '50 e '80, i jeans Levi's sono diventati popolari tra una vasta gamma di giovani, tra cui greaser, mod, rocker e hippy. I famosi 501 di Levi's shrink-to-fit erano venduti in una disposizione di dimensionamento unica; la taglia indicata si riferiva alla taglia dei jeans prima del restringimento e il restringimento era notevole. L'azienda produce ancora questi jeans grezzi e di dimensioni uniche, e sono ancora il prodotto di vendita numero uno di Levi. Sebbene la tradizione popolare (incoraggiata dal marketing aziendale) sostenga che il design originale rimane inalterato, non è così: il rivetto del cavallo e il cinch in vita sono stati rimossi durante la seconda guerra mondiale per conformarsi ai requisiti del War Production Board, per conservare il metallo, e non sono stati sostituiti dopo la guerra. Inoltre, i rivetti della tasca posteriore, che erano stati ricoperti di denim dal 1937, furono rimossi completamente negli anni '50 a causa delle lamentele per i graffi sui mobili.

### Era dei blue jeans (anni '60-'80)

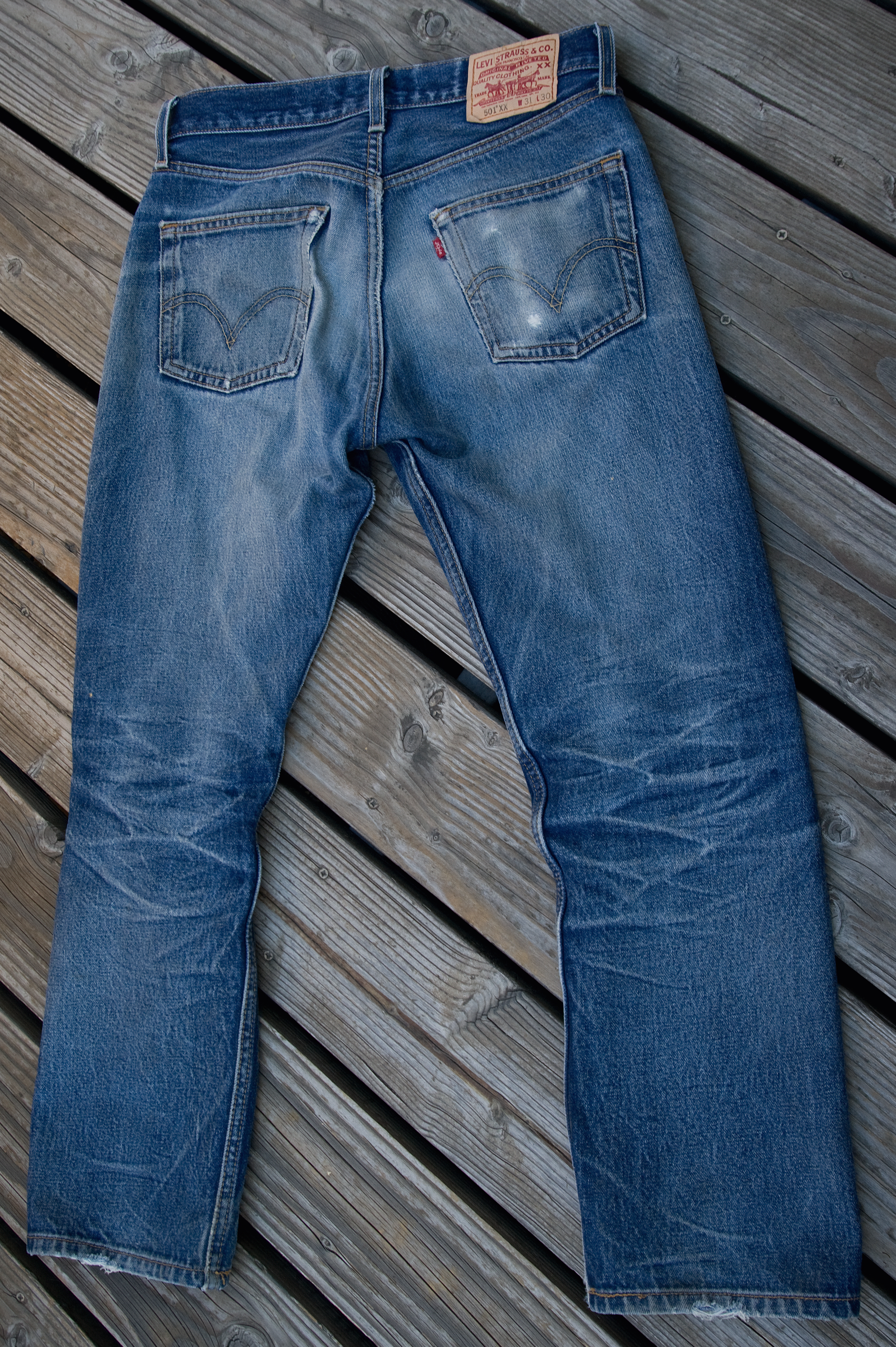
Un paio di jeans Levi's 501

Dai primi anni '60 fino alla metà degli anni '70, Levi Strauss ha registrato una crescita significativa della sua attività poiché l'aspetto più casual di quel periodo ha inaugurato la "mania dei blue jeans" e ha servito da catalizzatore per il marchio. Levi's, sotto la guida di Walter Haas, Peter Haas Sr., Paul Glasco e George P.Simpkins Sr., ha ampliato la linea di abbigliamento dell'azienda aggiungendo nuove mode e modelli, tra cui jeans stone washed, attraverso l'acquisizione di Great Western Garment Company (GWG), un produttore di abbigliamento canadese. L'acquisizione portò all'introduzione della moderna tecnica di stone washing, ancora in uso da Levi Strauss. Simpkins è accreditata con l'espansione record della società della sua capacità di produzione da 16 stabilimenti a più di 63 stabilimenti negli Stati Uniti dal 1964 al 1974 e 23 all'estero.
Nel 1971 la società è quotata alla Borsa di New York, la più grande operazione a Wall Street fino a quel momento con una raccolta di 50 milioni di dollari. Una quota di maggioranza rimane alla famiglia Strauss. L'espansione di Levi's sotto Simpkins è stata compiuta senza un solo dipendente sindacalizzato grazie alla forte posizione di Levi's e della famiglia Haas sui diritti umani e all'uso da parte di Simpkins della produzione "retribuita per le prestazioni" dell'operatore della macchina da cucire. Di conseguenza, gli stabilimenti di Levi's sono stati votati come le strutture tessili più performanti, meglio organizzate e più pulite del loro tempo. Da un'azienda con quindici venditori, due stabilimenti e quasi nessuna attività a est del Mississippi nel 1946, l'organizzazione è cresciuta in trent'anni fino a includere una forza vendita di oltre 22.000, con 50 stabilimenti e uffici in 35 paesi.
Negli anni '80 il cambiamento e l'inizio di un lento declino: l'azienda ha chiuso circa 60 dei suoi stabilimenti di produzione a causa delle difficoltà finanziarie e della forte concorrenza dei competitors. Nel 1984 avviene anche il delisting del titolo in Borsa con un leverage buyout compiuto da parte dei discendenti del fondatore. Il marchio Dockers, lanciato nel 1986 e venduto principalmente attraverso catene di grandi magazzini, ha aiutato l'azienda a crescere fino alla metà degli anni '90, quando le vendite di denim hanno cominciato a diminuire. I Dockers sono stati introdotti in Europa nel 1996 sotto il CEO Jorge Bardina. Levi Strauss ha tentato di vendere la divisione Dockers nel 2004 per alleggerire parte del debito di 2,6 miliardi di dollari della società.
Nel giugno 2005 fu venduto all'asta, a un anonimo collezionista giapponese, un paio di jeans Levi's 501 per 60000,00 $, entrando così nel Guinness dei primati. È stato ritrovato nel 1998 in una miniera d'argento abbandonata, nel deserto del Mojave in California. Presentano cuciture Arcuate, patch in pelle di cavallo in ottimo stato, bottoni e rivetti in rame. Fino a quella data il prezzo più alto mai pagato per un pantalone in un'asta tradizionale era di 3143 $, per un paio di Gucci Genius jeans. Nel 2014, a Santa Clara in California, è stato inaugurato il nuovo stadio dei San Francisco 49ers, squadra di football americano della NFL. Lo stadio, che si chiama Levi's Stadium, è stato costruito grazie alla sponsorizzazione ottenuta dalla Levi Strauss & Co. Nel marzo 2019 l'azienda, controllata dagli eredi del fondatore, Mimi Haas e Margaret Haas, è ritornata dopo 35 anni a Wall Street con una valutazione di 8,7 miliardi. Nell'occasione i trader hanno indossato jeans e giacche Levi's.

## Divisioni e marchi
La società è ancor oggi posseduta dai discendenti di Levi Strauss.
Levi Strauss & Co. è organizzata in tre divisioni:
- Levi Strauss, North Americas (LSNA), basata nel quartier generale di San Francisco
- Levi Strauss Europe (LSE), basata a Bruxelles
- Asia Pacific Division (APD), basata a Singapore

La società è sviluppata su tre marchi principali:
- Levi's (pronuncia italiana [ˈlɛvis], inglese [ˈliːvaɪz][11]): il marchio principale, quello storico fondato nel 1873, specializzato in denim e jeans tra cui il famoso 501
- Dockers: marchio lanciato nel 1986
- Levi Strauss Signature: marchio lanciato nel 2003

Dockers nel 1992 inviò a più di 25.000 direttori del personale una lettera chiedendo di concedere ai lavoratori un giorno alla settimana in cui poter vestire casual o in modo informale. Ciò diede origine al cosiddetto Casual Friday ("Venerdì americano"). Questa tendenza di moda fu anticipata negli anni '50 alla Hewlett-Packard, e nel 1965 dall'Aloha Friday che permise agli impiegati statali delle isole Hawaii di indossare maglie estive a manica corta tutti i venerdì dell'anno.